# Хайлов, Кирилл Михайлович
Кирилл Михайлович Хайлов (5 августа 1929 — 7 июля 2014) — советский и украинский гидробиолог, доктор биологических наук. Разработал оригинальную концепцию экологического метаболизма.

## Биография
Родился 5 августа 1929 в селе Клязьме (позже это село Звягино Пушкинского района Московской области, а с 2003 года микрорайон города Пушкино). В 1952 году с отличием закончил Московскую сельскохозяйственную академию им. К. А. Тимирязева. В 1954 году защитил диссертацию на соискание степени кандидата сельскохозяйственных наук. В студенческие годы Хайлов активно общался с Владимиром Николаевичем Сукачёвым. С 1954 по 1959 год работал ассистентом в Всесоюзном сельскохозяйственном институте заочного образования. В 1959—1962 работал научным сотрудником ММБИ в Дальних Зеленцах.
В 1962 году приглашён на работу в Институте биологии южных морей. В этом институте он организовал лабораторию экологического метаболизма. В 1970 году в институте океанологии защитил докторскую диссертацию, в которой была отражена концепция экологического метаболизма в море. Эта концепция является важным вкладом в морскую гидробиологию. Являлся членом международного Общества исследований по общей теории систем.
Скончался в Севастополе 7 июля 2014 года.

## Научные достижения
Создатель модели функционирования морских прибрежных экосистем и концепции экологического метаболизма. Под экологическим метаболизмом он понимал молекулярный обмен неорганическими (диоксид углерода и кислород) и органическими метаболитами (аминокислоты, углеводов и другие вещества) между всеми группами живых организмов, обитающих в почвенной, водной или воздушной среде. Внёс вклад изучение проблемы эвтрофикации морских экосистм. Оценил роль морских макрофитов в поддержании состава воды. Занимался теоретическим вопросами логики и истории науки. Являлся организатором и активным участником более 20 экспедиций, в ходе которых были обследованы разные моря и озёра СССР. Принимал участие в одном из рейсов научно исследовательского судна «Витязь». Под руководством Хайлова подготовлены 12 кандидатских и 1 докторская диссертация. Член редколлегии журналов «Экология моря» (Севастополь), «Геополитика и экогеодинамика регионов» (Симферополь).

## Публикации
Автор 255 научных работ, в том числе 15 монографий:

### Монографии
- Хайлов К. М. Экологический метаболизм в море.. — Киев: Наукова думка, 1971. — 252 с.
- Лебедев В. Л., Айзатуллин Т. А., Хайлов К. М. Океан как динамическая система. — Л.: Гидрометеоиздат, 1974. — 208 с.
- Хайлов К. М., Парчевский В. П. Иерархическая регуляция структуры и функции морских растений. — Киев: Наукова думка, 1983. — 192 с.
- Айзатуллин Т. А., Лебедев В. Л., Хайлов К. М. Океан. Фронты, дисперсии, жизнь. — Л.: Гидрометеоиздат, 1984. — 192 с.
- Силкин В. А., Хайлов К. М. Биоэкологические механизмы управления в аквакультуре. — Л.: Наука, 1988. — 230 с.
- Хайлов К. М., Празукин А. В., Ковардаков С. А., Рыгалов В. Е. Функциональная морфология морских многоклеточных водорослей. — Киев: Наукова думка, 1992. — 280 с.
- Хайлов К. М. Что такое жизнь на Земле?. — Одесса: Друк, 2001. — 238 с.
- Хайлов К. М., Празукин А. В., Смолев Д. М., Юрченко Ю. Ю. Школа биогеоэкологии. — Севастополь: ЭКОСИ-Гидрофизика, 2009. — 325 с. — ISBN 978-966-442-034-8.

### Статьи
- Хайлов К. М. Применение фенольной экстракции в исследовании органического комплекса морской воды // Океанология : журнал. — 1962. — Т. 2, № 5. — С. 835—848. — ISSN 0030-1574.
- Хайлов К. М. Проблема системной организованности в теоретической биологии // Журнал общей биологии : журнал. — 1963. — Т. 24, № 5. — С. 324—333. — ISSN 0044-4596.
- Хайлов К. М. О химическом воздействии морских макрофитов на водную среду // Ботанический журнал : журнал. — 1964. — Т. 49, № 3. — С. 338—347. — ISSN 0006-8136.
- Хайлов К. М. Перспективы динамической биохимии моря // Океанология : журнал. — 1965. — Т. 5, № 1. — С. 3—14.. — ISSN 0044-4596.
- Хайлов К. М. Биохимия моря // Наука и жизнь : журнал. — 1966. — № 8. — С. 80—83.
- Хайлов К. М. Проблема связи организации и эволюции живых систем // Вопросы философии : журнал. — 1966. — № 4. — С. 110—120.
- Хайлов К. М. Упорядоченность биологических систем // Успехи современной биологии : журнал. — 1966. — Т. 61, № 2. — С. 198—211.
- Хайлов К. М. Внешнеметаболическая регуляция в системе сообщество перифитонных микроорганизмов - растворённое органическое вещество морской воды // Доклады АН СССР : журнал. — 1967. — Т. 173, № 6. — С. 1434—1438. — ISSN 0869-5652.
- Ковальчук Н. И., Хайлов К. М. О состоянии цистозировых зарослей в акватории некоторых Крымских пляжей // Альгология : журнал. — 1992. — Т. 2, № 1. — С. 40—47.
- Хайлов К. М., Ковардаков С. А., Празукин А. В., Рабинович М. А. Оценка продуктивности водорослей в биокосных фитосистемах на основе обобщённого уравнения интенсивности роста // Физиология растений : журнал. — 1993. — Т. 40, № 6. — С. 856—862. — ISSN 0015-3303.
- Хайлов К. М., Празукин А. В., Губанов В. В. Сравнительная оценка концентрации фитомассы в обитаемом пространстве наземных и водных биокосных фитосистем // Экология : журнал. — 1996. — № 4. — С. 243—248. — ISSN 0367-0597.
- Хайлов К. М., Юрченко Ю. Ю. Физико-химическое взаимодействие между моделями конических раковин моллюсков и движущейся водой // Гидробиологический журнал : журнал. — 1998. — Т. 34, № 4. — С. 73—79. — ISSN 0375-8990.
- Хайлов К. М. «Жизнь» и «жизнь на Земле»: две научные парадигмы // Журнал общей биологии : журнал. — 1998. — Т. 59, № 2. — С. 137—151. — ISSN 0044-4596.
- Хайлов К. М. Косное вещество биосферы и распределение живой массы растений, животных и людей // Известия АН. Серия географическая : журнал. — 2003. — № 5. — С. 7—15.. — ISSN 2587-5566.
- Хайлов К. М. Заселённость живым веществом твердых и жидких тел биогидросферы // Океанология : журнал. — 2005. — Т. 42, № 2. — С. 265—272. — ISSN 0030-1574.